# Yucatáni ökörszem
A yucatáni ökörszem (Campylorhynchus yucatanicus) a madarak osztályának verébalakúak (Passeriformes)  rendjébe és az ökörszemfélék (Troglodytidae) családjába tartozó faj.

## Rendszerezése
A fajt Carl Eduard Hellmayr osztrák ornitológus írta le 1934-ben, a Heleodytes nembe Heleodytes brunneicapillus yucatanicus néven.

## Előfordulása
Mexikó területén, a Yucatán-félsziget északi részén honos. Természetes élőhelyei a szubtrópusi vagy trópusi száraz cserjések. Állandó, nem vonuló faj.

## Megjelenése
Testhossza 18 centiméter, testtömege 25-40 gramm.

## Természetvédelmi helyzete
Az elterjedési területe kicsi, egyedszáma 20 000-49 999 példány közötti, viszont állománya stabil. A Természetvédelmi Világszövetség Vörös listáján mérsékelten fenyegetett fajként szerepel.